# 冨田一里塚

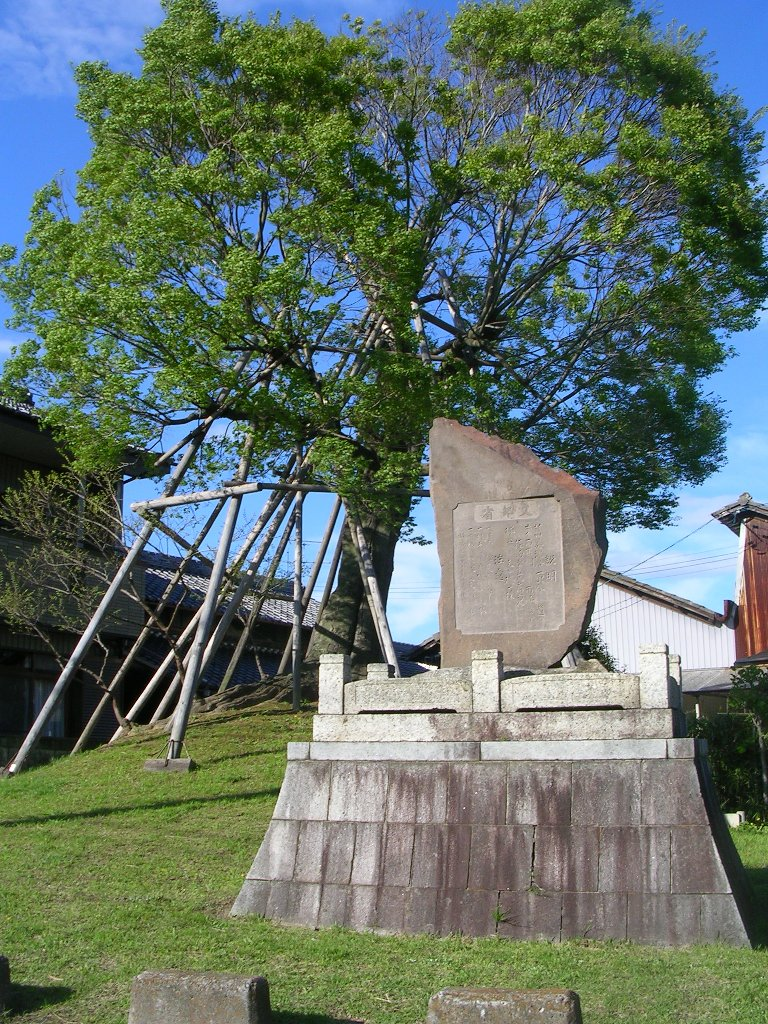
東塚

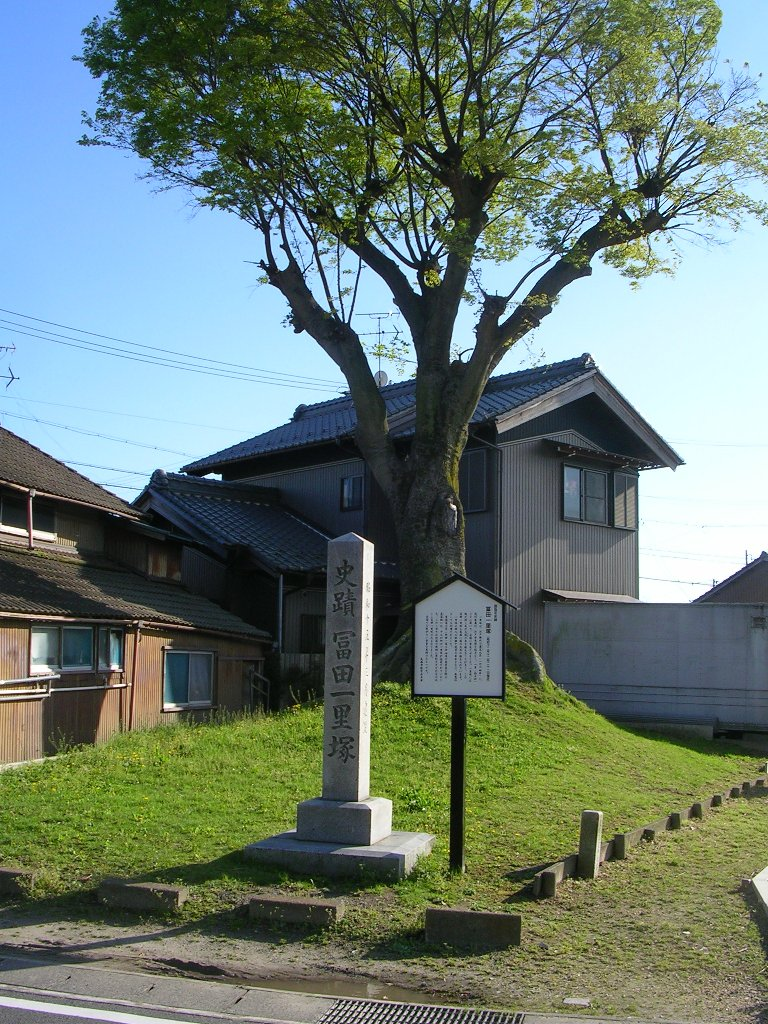
西塚

冨田一里塚（とみだいちりづか）は、愛知県一宮市にある一里塚である。

## 概要
東海道の宮宿（熱田）と中山道の垂井宿を結ぶ美濃路に設置された、13か所の一里塚の1つ。東塚は富田字古川に、西塚は富田字立石にある。現在、道の両側に原形をとどめるのは、美濃路ではここだけである。

## 歴史
- 1928年（昭和3年） - 大蔵省から富田の村社である、神明社の所有地として払い下げる。
- 1935年（昭和10年） - 史跡指定申請。
- 1937年（昭和12年）- 文部省告示第432号で史跡に指定される。
- 1940年（昭和15年）- 文部省と愛知県の補助で石標柱・境界石杭・注意札を設置。